# Siphona ludicra
Siphona ludicra là một loài ruồi trong họ Tachinidae.